# Horst-Wessel-Lied

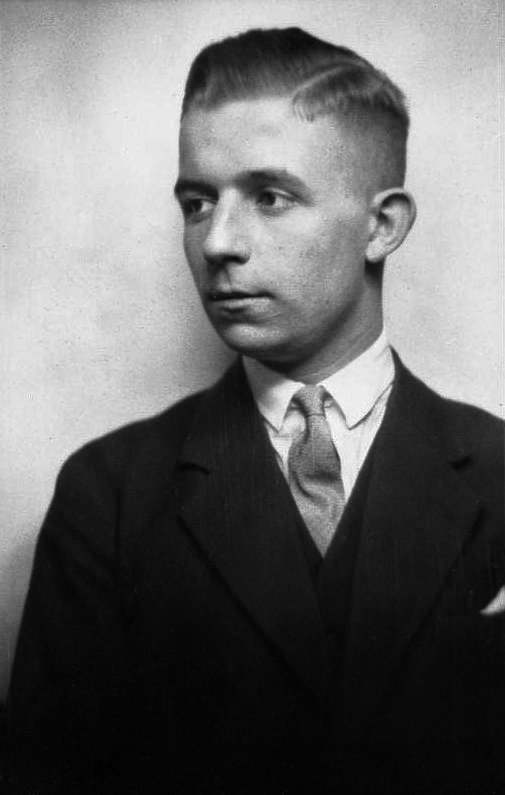
Horst Wessel – tác giả của bài hát

Horst-Wessel-Lied (phát âm [hɔʁst ˈvɛsl̩ liːt]; "Bài ca của Horst Wessel"), còn được gọi bằng lời mở đầu của nó, Die Fahne hoch ("Ngọn cờ tung bay trên cao"), đó là đảng ca của Đảng Quốc xã từ năm 1930 đến 1945. Từ năm 1933 đến 1945, Đức Quốc xã đã tạo ra nó như một đồng quốc ca của nước Đức, cùng với khổ đầu tiên của Lied der Deutschen.
Phần lời bài hát được viết vào năm 1929 bởi Horst Wessel, chỉ huy của Sư đoàn Bão Táp (SA) tại quận Friedrichshain của Berlin. Wessel có vẻ là bị ám sát bởi Albrecht Höhler, một thành viên của Đảng Cộng sản, vào Tháng 2 năm 1930, và Joseph Goebbels đã biến ông thành một vị tử sĩ của phong trào Quốc xã. Bài hát đã được trình diễn lần đầu tiên tại tang lễ của Wessel, và sau đó được sử dụng rộng rãi vào những buổi họp mặt của đảng cũng như được hát bởi SA trong các cuộc diễu hành đường phố.
Khi Adolf Hitler trở thành thủ tướng ba năm sau đó, Horst-Wessel-Lied được công nhận là biểu tượng quốc gia bởi một đạo luật vào ngày 19 Tháng 5, năm 1933. Vào năm sau, một quy định yêu cầu chỉ dùng tay phải hướng lên cao về phía lãnh tụ trong kiểu "Kiểu chào Quốc xã" trong khi khổ đầu tiên và khổ thứ tư (giống hệt nhau) của bài này được hát vang. Các nhà lãnh đạo Đức Quốc xã có thể cũng được nhìn thấy khi họ hát vang Horst-Wessel-Lied tại phần kết bộ phim Triumph of the Will của Leni Riefenstahl vào năm 1935.
Cùng với sự sụp đổ của chế độ Đức Quốc xã vào tháng 5 năm 1945, Horst-Wessel-Lied đã bị cấm, hiện tại cả phần lời và giai điệu của bài hát đều bị xem là bất hợp pháp ở Đức và Áo, ngoại trừ khi việc này dùng cho mục đích giáo dục. Vào đầu năm 2011, điều này đã dẫn đến một cuộc điều tra của Cảnh sát Tiểu bang Hạ Sachsen về việc cả Amazon.com và Apple Inc. đều chấp nhận sản phẩm có chứa bài hát này được rao bán trên trang mạng của họ. Cả Apple và Amazon đều phải tuân theo quyết định của chinh phủ và xoá các bài hát khỏi dich vụ của họ.

## Lời bài hát
Phần lời của Horst-Wessel-Lied được công bố vào tháng 9 năm 1929 trong một tờ báo của Đảng Quốc xã tại Berlin, Der Angriff. Họ cho rằng nó được đăng bởi "Der Unbekannte SA-Mann" (" Một người lính SA không xác định "):
| Bản gốc Tiếng Đức                                         | Bản dịch Tiếng Việt                                                           | Dịch lời hát Tiếng Việt                                          |
| --------------------------------------------------------- | ----------------------------------------------------------------------------- | ---------------------------------------------------------------- |
| Die Fahne hoch! Die Reihen fest geschlossen!              | Ngọn cờ tung bay trên cao! Hàng ngũ được xiết chặt!                           | Giương cao ngọn cờ! Hàng ngũ quân ta được siết chặt!             |
| SA marschiert mit ruhig festem Schritt.                   | Lực lượng SA diễu hành với sự tĩnh lặng, đều bước.                            | SA đi đều, đi trên những bước nhịp nhàng.                        |
| Kam'raden, die Rotfront und Reaktion erschossen,          | Người đồng đội bị bắn bởi Mặt trận Đỏ và bọn phản động                        | Khi một đồng chí bắn chết bởi Mặt trận Đỏ với phản động,         |
| Marschier'n im Geist in unser'n Reihen mit.               | Linh hồn anh vẫn tiếp bước trong hàng ngũ của chúng ta.                       | Bước tiếp theo hàng, vong hồn anh còn đâu đây.                   |
| Kam'raden, die Rotfront und Reaktion erschossen,          | Người đồng đội bị bắn bởi Mặt trận Đỏ và bọn phản động                        | Khi một đồng chí bắn chết bởi Mặt trận Đỏ với phản động,         |
| Marschier'n im Geist in unser'n Reihen mit.               | Linh hồn anh vẫn tiếp bước trong hàng ngũ của chúng ta.                       | Bước tiếp theo hàng, vong hồn anh còn đâu đây.                   |
| Die Straße frei den braunen Bataillonen.                  | Dọn sạch các con đường cho các tiểu đoàn nâu,                                 | Dẹp những con đường, cho những tốp binh đoàn áo nâu,             |
| Die Straße frei dem Sturmabteilungsmann!                  | Dọn sạch các con đường cho sư đoàn bão táp!                                   | Dẹp những con đường, cho quân Bão Táp Sư Đoàn.                   |
| Es schau'n aufs Hakenkreuz voll Hoffnung schon Millionen. | Hàng triệu người ngước nhìn lên biểu tượng Chữ Vạn với hy vọng dâng tràn,     | Hàng triệu người dân mắt ngước mang hi vọng nhìn chữ thập ngoặc, |
| Der Tag für Freiheit und für Brot bricht an!              | Ngày của tự do và của bánh mỳ dần hé mở!                                      | Những lúc của tự do và bánh mỳ đang tới!                         |
| Es schau'n aufs Hakenkreuz voll Hoffnung schon Millionen. | Hàng triệu con người ngước nhìn lên biểu tượng Chữ Vạn với hy vọng dâng tràn, | Hàng triệu người dân mắt ngước mang hi vọng nhìn chữ thập ngoặc, |
| Der Tag für Freiheit und für Brot bricht an!              | Ngày của tự do và của bánh mỳ dần hé mở!                                      | Những lúc của tự do và bánh mỳ đang tới!                         |
| Zum letzten Mal wird Sturmalarm geblasen!                 | Là lần cuối cùng, lời kêu gọi còn vang tiếng!                                 | Âm kêu ra trận được cất lên một lần cuối cùng,                   |
| Zum Kampfe steh'n wir alle schon bereit!                  | Cho tranh đấu, tất cả chúng ta cùng đứng dậy sẵn sàng!                        | Cho tranh đấu này, dân ta quyết đứng sẵn sàng.                   |
| Schon flattern Hitlerfahnen über allen Straßen.           | Rồi những lá cờ của Hitler bay cao trên mọi con đường.                        | Rồi ngọn cờ thiêng của Hitler phấp phới trên mọi đường dài.      |
| Die Knechtschaft dauert nur noch kurze Zeit!              | Sự phục tùng này sẽ sớm kết thúc!                                             | Quá khứ nô lệ khốn cùng sẽ rồi qua mau!                          |
| Schon flattern Hitlerfahnen über allen Straßen.           | Sớm thôi những lá cờ của Hitler sẽ bay cao trên mọi con đường.                | Rồi ngọn cờ thiêng của Hitler phấp phới trên mọi đường dài.      |
| Die Knechtschaft dauert nur noch kurze Zeit!              | Sự phục tùng này sẽ sớm kết thúc!                                             | Quá khứ nô lệ khốn cùng sẽ rồi qua mau!                          |
| Die Fahne hoch! Die Reihen fest geschlossen!              | Ngọn cờ tung bay trên cao! Hàng ngũ được xiết chặt!                           | Giương cao ngọn cờ! Hàng ngũ quân ta được siết chặt!             |
| SA marschiert mit ruhig festem Schritt.                   | Lực lượng SA diễu hành với sự tĩnh lặng, đều bước.                            | SA đi đều, đi trên những bước nhịp nhàng.                        |
| Kam'raden, die Rotfront und Reaktion erschossen,          | Người đồng đội bị bắn bởi Mặt trận Đỏ và bọn phản động                        | Khi một đồng chí bắn chết bởi Mặt trận Đỏ với phản động,         |
| Marschier'n im Geist in unser'n Reihen mit.               | Linh hồn anh vẫn tiếp bước trong hàng ngũ của chúng ta.                       | Bước tiếp theo hàng, vong hồn anh còn đâu đây.                   |
| Kam'raden, die Rotfront und Reaktion erschossen,          | Người đồng đội bị bắn bởi Mặt trận Đỏ và bọn phản động                        | Khi một đồng chí bắn chết bởi Mặt trận Đỏ với phản động,         |
| Marschier'n im Geist in unser'n Reihen mit.               | Linh hồn anh vẫn tiếp bước trong hàng ngũ của chúng ta.                       | Bước tiếp theo hàng, vong hồn anh còn đâu đây.                   |

Rotfront, hay "Mặt Trận Đỏ," chính là Rotfrontkämpferbund, tổ chức bán quân sự của Đảng Cộng sản Đức (KPD). Và Nazi Sturmabteilung (SA, được hiểu như là "áo nâu") và Mặt trận Đỏ Cộng sản đã giao tranh ác liệt với nhau trong các cuộc đối đầu bạo lực trên đường phố, và đỉnh điểm của việc này là nó mở rộng thành chiến tranh sau năm 1930. Còn "bọn phản động" là ám chỉ các đảng phái chính trị bảo thủ và chính phủ Đức dân chủ tự do của thời kỳ Cộng hòa Weimar, trong đó với việc họ thực hiện nhiều nỗ lực thất bại nhằm ngăn chặn SA. Sự "nô lệ" là đề cập đến Hiệp ước Versailles năm 1919, trong đó các cường quốc chiến thắng áp đặt số tiền bồi thường rất lớn lên Đức, tước đoạt các thuộc địa của họ ở châu Phi, châu Á và vùng Thái Bình Dương, một số vùng trong đó được giao cho Hoa Kỳ và Đế quốc Nhật Bản quản lý, và trao các phần của Đức lại cho Bỉ, Đan Mạch, Pháp, Ba Lan, và Litva.
Dòng "Kameraden, die Rotfront und Reaktion erschossen" về cơ bản là khá mơ hồ. Nó có thể là một trong hai nghĩa Kameraden, die von Rotfront und Reaktion erschossen wurden ("Đồng đội của chúng ta, những người bị bắn chết bởi Mặt trận Đỏ và bọn phản động") hoặc Kameraden, welche die Erschießung von Rotfront und Reaktion durchführten ("Đồng đội của chúng ta đã bắn Mặt trận Đỏ và bọn phản động chết"). Mặc dù ở đây rõ ràng là do lỗi ngữ pháp, nó đã được giải thích bởi Victor Klemperer trong LTI - Lingua Tertii Imperii, nhưng dòng này vẫn không bao giờ được thay đổi. Dòng theo sau Marschier'n im Geist in unser'n Reihen mit. ("Linh hồn anh vẫn tiếp bước trong hàng ngũ chúng ta") tuy vậy lại chỉ ra rằng các đồng đội nói trên đã bị chết, ủng hộ việc giải thích đầu tiên.
Một số thay đổi được thực hiện trên lời bài hát sau cái chết của Wessel:
| Khổ 1, dòng 2 | SA marschiert mit mutig-festem Schritt                | Tiểu đoàn bão táp hành quân với lòng dũng cảm, bước đi vững vàng.          |
|               | SA marschiert mit ruhig festem Schritt                | Các chiến binh bão táp diễn hành với sự bình tĩnh, bước đi vững vàng       |
|               |                                                       |                                                                            |
| Khổ 3, dòng 1 | Zum letzten Mal wird nun Appell geblasen!             | Khẩu lệnh vang dội lên lần cuối cùng!                                      |
|               | Zum letzten Mal wird Sturmalarm geblasen!             | Âm thanh cuối cùng của sự hiến dâng lại rền vang!                          |
|               |                                                       |                                                                            |
| Khổ 3, dòng 3 | Bald flattern Hitlerfahnen über Barrikaden            | Sớm thôi các biểu ngữ của Hitler sẽ phấp phới bay trên các hàng rào chắn   |
|               | Schon/ bald flattern Hitler-Fahnen über allen Straßen | Rồi (Sớm thôi) các biểu ngữ của Hitler sẽ phấp phới bay trên mọi nẻo đường |

Theo các tài liệu dẫn chứng, "các rào chắn" bị hạ xuống phản ánh mong muốn của Đảng Đức Quốc xã trong giai đoạn 1930-1933 để họ được xem như một đảng phái chính trị lập hiến nhằm tranh giành quyền lực trên bình diện pháp lý chứ không phải là kiểu đảng phái cách mạng thông thường.
Sau cái chết của Wessel, một đoạn mới đã được thêm vào bài hát, nó bao gồm cả việc vinh danh ông ta. Chúng thường xuyên được hát vang bởi lực lượng SA, nhưng lại không trở thành một phần lời chính thức của bài hát được sử dụng trong đảng hoặc trong các hoạt động của chính phủ.
| Sei mir gegrüßt, Du starbst den Tod der Ehre! Horst Wessel fiel, doch tausend neu erstehen Es braust das Fahnenlied voran dem braunen Heere SA bereit, den Weg ihm nachzugehen Die Fahnen senkt vor Toten, die noch leben Es schwört SA, die Hand zur Faust geballt Einst kommt der Tag, da gibts Vergeltung, kein Vergeben wenn Heil und Sieg durchs Vaterland erschallt. | Tiếp nhận lời chào của chúng tôi, bạn đã chết một cách đầy vinh quang! Horst Wessel đã gục ngã, nhưng hàng ngàn người mới lại đứng lên Bài quốc ca vẫn gầm thét phía trước của quân đoàn áo nâu Sư đoàn bão táp đã sẵn sàng để tiếp bước trên con đường của anh ấy. Những lá cờ bị hạ xuống trước lúc người chết vẫn còn sống mãi Những lời thề của Sư đoàn Bão táp, tay anh nắm chặt thành nắm đấm, Rằng sẽ sớm đến ngày phục thù, không tha thứ, Khi Heil và Sieg sẽ ngân vang khắp nơi trên tổ quốc. |

## Giai điệu
Sau khi Wessel chết, ông được công nhận chính thức là đã có công viết ra cả phần nhạc, cũng như là phần lời chính, cho Horst-Wessel-Lied. Tuy nhiên, giữa năm 1930 và 1933, các nhà phê bình người Đức đã tranh luận nhiều về vấn đề này, họ chỉ ra rằng giai điệu của bài hát đã có một lịch sử lâu đời. How Great Thou Art là một bài thánh ca rất nổi tiếng được đưa ra làm ví dụ cho việc này, cho dù nó hoàn toàn không liên quan đến bài hát Horst-Wessel-Lied cả về phần nhạc lẫn lời. Lời chỉ trích nhắm vào Horst Wessel (được xem như là tác giả của bài hát) đã gay gắt đến độ không thể tưởng tượng sau năm 1933, khi Đảng Quốc xã nắm toàn quyền kiểm soát nước Đức và các lời chỉ trích kiểu này có thể bị đáp trả lại bằng các hình phạt nặng nề.
Nguồn gốc trực tiếp rất có thể là bắt nguồn từ những giai điệu của một bài hát nổi tiếng được hát trong Hải Quân Đế quốc Đức vào thời Chiến tranh thế giới thứ nhất, có lẽ không nghi ngờ gì khi Wessel đã được nghe các cựu chiến binh Hải Quân ở Berlin hát lại chúng trong những năm 1920. Bài hát này cũng được biết đến với những dòng mở đầu của nó như Vorbei, vorbei, sind all die schönen Stunden, hoặc Königsberg-Lied , về sau chiếc tuần dương hạm Đức mang tên Königsberg, cũng được đề cập đến trong một phiên bản của phần lời bài hát. Đoạn mở đầu của bài hát là:
| Vorbei, vorbei sind all die schönen Stunden die wir verlebt am schönen Ostseestrand Wir hatten uns, ja uns so schön zusamm'n gefunden es war für uns der allerschönste Ort. | Ra đi, ra đi sẽ là tất cả dành cho những giờ phút sướng vui mà chúng ta đã có trên bờ Baltic tươi đẹp. Mọi thứ thật đẹp giữa tất cả chúng ta và nó chính là nơi đẹp hơn mọi chốn dành cho chúng ta. |

Ở một bài hát Tiếng Đức khác, Der Abenteurer (Kẻ thích phiêu lưu), bắt đầu bằng:
| Ich lebte einst im deutschen Vaterlande Bei goldner Freiheit achtzehn Jahr dahin. Da zog die Neubegierde mich zum Strande, Und ich bestieg ein Schiff mit frohem Sinn. | Ngày xưa tôi đã sống ở Tổ quốc Đức Trong những tháng ngày tự do huy hoàng cho mười tám năm. Sau đó, lòng hiếu kỳ đã dẫn lối tôi đến bờ biển Và tôi đã đặt bước lên một con tàu trong niềm sướng vui. |

Vào năm 1936, một nhà phê bình âm nhạc Đức, Alfred Weidemann, đã cho xuất bản một bài báo mà trong đó ông xác định những giai điệu này của bài hát đã được sáng tác vào năm 1865 bởi Peter Cornelius trong bài "Urmelodie" (giai điệu gốc). Theo Weidemann, Cornelius đã mô tả giai điệu này như là một " điệu nhạc dân gian của Vienna ". Điều này chứng tỏ với ông rằng đây chính là xuất xứ nguyên thủy của những giao điệu từ Horst-Wessel-Lied.

## Các phe cánh hữu sử dụng bên ngoài nước Đức
Trong những năm 1930 và thập niên 40, Horst-Wessel-Lied đã được phỏng soạn theo bởi các nhóm phát-xít ở các nước châu Âu khác. Một trong những hành khúc của Liên Minh Phát-xít Anh đã được soạn trên cùng một giai điệu này, và phần lời của nó cũng được mô phỏng theo ở mức độ vừa phải bài Horst-Wessel-Lied, mặc dù vẫn gợi lên Chủ nghĩa Phát-xít Anh. Đoạn mở đầu của nó như sau:
| Comrades, the voices of the dead battalions, Of those who fell, that Britain might be great, Join in our song, for they still march in spirit with us, And urge us on, to gain the fascist state! | Này đồng đội, thanh âm của các tiểu đoàn đã chết, Trong những anh em đã ngã xuống, để nước Anh dũng mãnh trở nên vĩ đại hơn, Hoà cùng vào trong bài hát của chúng ta, linh hồn họ vẫn diễn hành cùng chúng ta, Và thục giục chúng ta tiếp bước, để tiến lên thành quốc gia phát-xít! |

Ở Tây Ban Nha, phong trào phát-xít Falange cũng hát theo một giai điệu tương tự:
| Por el honor, la Patria y la justicia, luchamos hoy en este amanecer. Y si la muerte llega y nos acaricia, ¡Arriba España! Diremos al caer. | Cho vinh quang, Tổ Quốc, và công lý, ngày nay chúng ta tranh đấu trong buổi bình minh này, Và nếu cái chết có đến, và vây quanh chúng ta, Tây Ban Nha trường tồn! chúng ta sẽ cất vang khi gục ngã. |

(Lưu ý rằng đây là một hành khúc Truyền thống của Falange, và nó cũng không phải là dạng hành khúc nguyên bản của Falange. Nó được hát bởi một số chí nguyện quân thuộc sư đoàn số 250, División Azul, sau cái chết của José Antonio Primo de Rivera)
Trong Chính phủ Vichy nước Pháp, những người sáng lập theo chủ nghĩa phát-xít thuần thành trong Milice cũng ca vang:
| Nous châtierons les juifs et les marxistes, Nous vengerons nos frères tués par eux, Afin que l'idéal national-socialiste Puisse être un jour fier et victorieux | Chúng ta sẽ đánh dẹp bọn Do Thái và bọn tôn thờ Marxists, Chúng ta sẽ phục thù cho các anh em của chúng ta bị giết bởi chúng, Để lý tưởng Quốc gia Xã hội Làm nên một ngày đầy tự hào và chiến thắng |

Tại Hy Lạp hiện đại, đảng cánh cực hữu của Bình Minh Vàng sử dụng Horst-Wessel-Lied với lời bằng Tiếng Hy Lạp trong các cuộc tụ họp hoặc các sự kiện của họ, chẳng hạn như thỉnh thoảng, họ tổ chức các buổi phân phát công khai các loại thực phẩm với nhãn "chỉ dành cho người Hy Lạp", trong khi lãnh tụ của họ, Nikolaos Michaloliakos, thường sử dụng các chữ trong các khổ đầu của bài hát (VD: "Ngọn cờ tung bay trên cao!") trong các bài phát biểu của ông.

## Sự nhại lại
Trước năm 1933, Đảng Cộng sản Đức và Đảng Dân Xã Đức hát nhại lại Horst-Wessel-Lied trong các cuộc giao tranh trên đường phố của họ với SA. Một số phiên bản chỉ đơn giản là thay đổi ngôn từ chính trị của bài hát như thế này:
| Die Fahne hoch, die Reihen fest geschlossen Rotfront marschiert mit eisenfestem Schritt Genossen, die vom Stahlhelm Hakenkreuz erschossen Marschier'n im Geist in uns'ren Reihen mit. | Ngọn cờ tung bay trên cao! Hàng ngũ được xiết chặt! Mặt trận Đỏ hành quân với bước đi sắt thép vững vàng. Người đồng chí, bị bắn chết bởi Mũ Sắt Swastika Linh hồn anh vẫn tiếp bước trong hàng ngũ chúng ta. |

Stahlhelm, hay "Mũ Sắt", là một tổ chức của các cựu chiến binh theo Chủ nghĩa dân tộc liên kết chặt chẽ với Đảng Quốc gia Dân tộc Đức (Tiếng Đức: Deutschnationale Volkspartei, viết tắt là DNVP).
Những người khác thì lại thay thế toàn bộ bài hát bằng phần lời mới:
| Ernst Thälmann ruft uns auf die Barrikaden! Bauer, steh auf! Erheb dich, Arbeitsmann Gewehre nehmt! Gewehre gut und scharf geladen! Tragt rote Fahnen hoch im Kampf voran! | Ernst Thälmann kêu gọi chúng ta đến với các rào chắn ! Nông dân hãy vùng dậy, công nhân hãy tự tôn cao mình Đưa cánh tay! Nạp súng tốt với đạn thật! Giơ cao ngọn cờ đỏ xông pha vào chiến trận! |

Ernst Thälmann chính là lãnh tụ của Đảng KPD.
Các phiên bản này bị cấm đoán sau khi Đức Quốc xã lên nắm toàn quyền và các đảng phái chính trị theo chiều hướng Cộng sản và Dân chủ Xã hội luôn bị đàn áp, nhưng trong những năm cầm quyền của Đệ tam đế chế thì bài hát cũng bị ngầm nhại lại trong nhiều phiên bản, giễu cợt sự tham nhũng ở thượng tầng của Đức Quốc xã. Có các điểm tương đồng giữa các bản văn khác nhau như tác giả ngầm phát triển chúng với các biến thể. Dưới đây là một số phiên bản.
| Die Preise hoch, die Läden dicht geschlossen Die Not marschiert und wir marschieren mit Frick, Joseph Goebbels, Schirach, Himmler und Genossen Die hungern auch doch nur im Geiste mit | Giá cả leo cao, các cửa hàng đóng kín Đói nghèo vẫn tuần hành và chúng ta tiếp bước với nó Frick, Joseph Goebbels, Schirach, Himmler và những đồng đội của họ Họ đói khát là rất tốt, nhưng chỉ là trong linh hồn |

| Die Preise hoch die Läden fest geschlossen Die Not marschiert mit ruhig-festem Schritt. Es hungern nur die kleinen Volksgenossen, Die Großen hungern nur im Geiste mit. | Giá cả cao ngất, các cửa hàng đóng kín Đói nghèo tuần hành trong sự lặng im, vững bước. Chỉ là một phần nhỏ giai cấp bị đói thôi mà, Các quan lớn cũng chỉ đói khát trong linh hồn. |

| Komm, Wilhelm Pieck, sei unser Gast Und gib, was du uns versprochen hast. Nicht nur Rüben, Kraut und Kohl Sondern was du isst, und Herr Grotewohl. | Hãy đến, Wilhelm Pieck và trở thành khách của chúng tôi Và cung cấp cho chúng tôi những gì bạn đã hứa hẹn. Không chỉ cải bắp, cải xoăn và củ cải đường, Nhưng là những thứ mà bạn và Herr Grotewohl ăn. |

Wilhelm Frick chính là Bộ trưởng Nội vụ, Baldur von Schirach là lãnh đạo của Đoàn thanh niên Hitler và Heinrich Himmler là người đứng đầu của SS và lực lượng cảnh sát.
Ở một phiên bản khác là:
| Die Preise hoch, Die Schnauze fest geschlossen, Hunger marschiert In ruhig festem Schritt Hitler und Göbbels Unsre beiden Volksgenossen, Hungern im Geist Mit uns Proleten mit. | Giá cả cao ngất, Mồm luôn đóng chặt Đói khát hành quân, Và trong một bước đi ổn định và vững chãi, Hitler và Göbbels, Hai đồng chí của chúng ta, Chết đói trong linh hồn, Với chúng ta từ giai cấp vô sản. |

| Im Arbeitsamt Wird SOS geblasen, Zum Stempeln stehn Wir alle Mann bereit. Statt Brot und Arbeit Gibt der Führer uns nur Phrasen, Und wer was sagt, Lebt nur noch kurze Zeit. | Bên trong văn phòng Trợ cấp thất nghiệp, SOS đã được nghe, Tất cả chúng ta những người đàn ông luôn sẵn sàng, Để đăng ký được Thất nghiệp, Thay vì bánh mì và làm việc Führer chỉ ban cho chúng ta những cụm từ thôi, Bất cứ ai đáp trả bất cứ lời nào, Cuộc sống ngay tức thì bị rút ngắn lại. |

| Die Straße stinkt Nach braunen Batallionen, Ein Pöstchen winkt Dem Sturmabteilungsmann. Vielleicht verdient als Bonze, Morgen er Millionen, Doch das geht uns 'Nen braunen Scheißdreck an! | Đường phố hôi thối, Là từ tiểu đoàn màu nâu, Một tín hiệu nháy mắt Tại Stormtrooper, Có lẽ anh ta là một con mèo béo, Ai sẽ nhận hàng triệu vào ngày mai, Nhưng điều đó chỉ có nghĩa là, Màu nâu bốc mùi hôi thối đang ám ảnh chúng ta. |

"Mèo béo" ở đây là từ lóng giới hạn để chỉ những chính trị gia tham nhũng và lũng đoạn thị trượng, giàu có với nhiều nhà tài trợ riệng.
Vào năm đầu tiên của chế độ Đức Quốc xã, các thành phần cấp tiến trong SA đã hát lại một lời nhại bài hát của riêng họ, phản ánh rằng các yếu tố mang tính Xã hội Chủ nghĩa của Chủ nghĩa Quốc gia Xã hội đã không được thực hiện đúng:
| Die Preise hoch, Kartelle fest geschlossen Das Kapital marschiert mit leisem Schritt. Die Börsianer sind nun Parteigenossen Und für das Kapital sorgt nun Herr Schmitt. | Giá cả cao ngất, các tập đoàn luôn đóng kín Tư bản tuần hành với bước đi lặng thầm. Các môi giới chứng khoán giờ là đảng viên đồng đội Và tư bản giờ đã được bảo vệ bởi Herr Schmitt. |

Kurt Schmitt là Bộ trưởng Kinh tế giữa năm 1933 và 1935.
Sau sự kiện chia chát và phân công Đế chế Đức thành các vùng bị chiếm đóng của phe Đồng Minh chiến thắng vào những giờ phút kết thúc của Chiến tranh thế giới thứ hai, với việc các tỉnh phía đông bị sáp nhập vào Ba Lan và Liên Xô và hàng triệu người dân bị đuổi khỏi nhà của họ và phải tìm đến các phần còn lại của nước Đức, một phiên bản của 'Die Preise hoch' trở nên phổ biến rộng rãi trong khu vực bị Liên Xô chiếm đóng, với mục tiêu nhắm đến là các giới chức Cộng sản:
| Die Preise hoch die Läden fest geschlossen Die Not marschiert mit ruhig-festem Schritt. Es hungern nur die kleinen Volksgenossen, Die Großen hungern nur im Geiste mit. | Giá cả cao ngất, các cửa hàng đóng kín Đói nghèo tuần hành trong sự lặng im, vững bước. Chỉ là một phần nhỏ giai cấp bị đói thôi mà, Các quan lớn cũng chỉ đói khát trong linh hồn. |

| Komm, Wilhelm Pieck, sei unser Gast Und gib, was du uns versprochen hast. Nicht nur Rüben, Kraut und Kohl Sondern was du isst, und Herr Grotewohl. | Hãy đến, Wilhelm Pieck và trở thành khách của chúng tôi Và cung cấp cho chúng tôi những gì bạn đã hứa hẹn. Không chỉ cải bắp, cải xoăn và củ cải đường, Nhưng là những thứ mà bạn và Herr Grotewohl ăn. |

Wilhelm Pieck và Otto Grotewohl những người dẫn đầu của phong trào Cộng sản ở Đức. Hai dòng đầu tiên đề cập đến một lời cầu nguyện trong giờ ăn: "Komm, Herr Jesus, sei Du unser Gast, und segne, was Du uns bescheret hast." / "Hãy đến, Chúa Giêsu, làm khách của chúng con và ban phước cho những gì Ngài đã cho đến chúng con."
Phiên bản nhại lại nổi tiếng nhất được sáng tác bởi Oliver Wallace có phần lời tương tự với tựa đề Der Fuehrer's Face cho bộ phim hoạt hình năm 1942 về Vịt Donald có cùng tên. Nó cũng là lần lập kỷ lục hit đầu tiên của Spike Jones.

## Trong văn hóa đại chúng
Giai điệu của bài hát được sử dụng nhiều lần trong series video games Wolfenstein, khi một nhóm Quân Đồng Minh chủ động xâm phạm vào các vùng lãnh thổ được thiết lập trước bởi Đức Quốc xã.
Bài hát "Avenge Dresden" của Creativity, thể loại bạch quyền, thuộc nhóm nhạc chống-Cộng RAHOWA, đã trích các giai điệu của Horst-Wessel-Lied trong một màn guitar solo giữa đoạn điệp khúc và phần nối lời.
Nó cũng được hát bởi ca sĩ nhạc dân tộc Ian Read trong bài "Brown Book" được biên soạn cho Death In June. Bởi vì điều này, album năm 1987 cùng tên của họ cũng bị cấm bán tại Đức.